# Ilías Kantzoúris
Ilías Kantzoúris (grec moderne : Ηλίας Καντζούρης), né le 11 août 1973, est un entraîneur grec de basket-ball.

## Carrière d'entraîneur
Kantzoúris commence sa carrière d'entraîneur en 2000, en tant qu'entraîneur adjoint, avec le club grec d'Apóllon Pátras. Il travaille ensuite comme entraîneur adjoint avec les clubs grecs de l'AC Near East, de l'Aris Thessalonique et du Sporting Athènes (en), de l'AEK Athènes et du Panellinios.
Il est entraîneur adjoint du club de Žalgiris Kaunas en Lituanie, lors de la saison 2011-2012.
Kantzoúris est ensuite entraîneur adjoint du club russe de UNICS Kazan, lors de la saison 2013-2014. Après cela, il travaille comme entraîneur adjoint dans le club allemand du Brose Bamberg de 2014 à 2018.
Kantzoúris est devient entraîneur principal par intérim de Brose Bamberg, après le licenciement de l'entraîneur Andrea Trinchieri en février 2018 jusqu'à ce que le club embauche Luca Banchi, comme nouvel entraîneur.
Le 28 janvier 2020, Kantzoúris signe avec le club grec Iraklis Salonique, c'est son premier poste officiel d'entraîneur principal, en remplacement de Ioannis Kastritis (en).
Le 3 juillet 2022, après deux saisons réussies avec Kolossos Rhodes, Kantzoúris est nommé entraîneur de l'AEK Athènes. Il mène l'équipe de la capitale grecque aux quarts de finale du championnat et de la Ligue des champions. Le 11 mai 2023, il quitte le club.
Le 22 mai 2023, il signe avec le Limoges CSP, équipe du championnat de France. Kantzoúris quitte le club limougeaud en janvier 2024 et rejoint l'Hapoël Jérusalem.

## Équipe nationale de Grèce
Kantzoúris a travaillé comme entraîneur adjoint de l'équipe nationale grecque en 2013.